# Mario Grut
Mario Grut, född 19 september 1930 i Göteborgs Vasa församling, död 2 juli 2007 i Högalids församling, var en svensk skribent, översättare och fotograf.
Mario Grut växte upp i Thailand, där hans danske far Edmund Grut arbetade för Siam Electricity Company i Bangkok. Hans första språk var thai och engelska. Efter att ha studerat i Sverige, USA och Frankrike var han flerspråkig, med svenska som huvudspråk.
Grut var fast knuten till Aftonbladets kultursida från slutet av 1950-talet, framför allt som film- och teaterrecensent. Bland de författare som översatts av Mario Grut märks Ellery Queen, Shelagh Delaney, Brendan Behan, Jacques Prévert, Jean-Paul Sartre, Isaac Deutscher och James Joyce.
Grut fotograferade också en rad författare och andra kulturpersonligheter, bland andra Ezra Pound, och var antingen medregissör eller fotograf för en rad kortfilmer av Berndt Klyvare 1965-1968.

## Filmografi

### Manus
- 1962: Gisslan (TV-film)

### Regi[5]
- 1968: Dimitrovgrad
- 1968: Dublin
- 1968: Samtal i Alger
- 1968: Tre städer

### Foto[5]
- 1965: Önskeblåbär
- 1965: Rymlingen
- 1965: Kallejakten
- 1967: Resan

## Översättningar
- 1958: Kommissarie Queens eget fall av Ellery Queen
- 1959: Doft av honung av Shelagh Delaney
- 1959: Den dödsdömde av Brendan Behan
- 1959: Gisslan av Brendan Behan
- 1961: Cantos XVIII-XXX av Ezra Pound
- 1962: Paris i färg av Jacques Prévert och Peter Cornelius
- 1962: Okänt Stockholm av Edward Maze
- 1970: Vad är litteratur? av Jean-Paul Sartre
- 1972: Den förvisade profeten av Isaac Deutscher
- 1987: Djävulen och Gud Fader av Jean-Paul Sartre
- 2001: Anna Livia Plurabella av James Joyce
- 2002: Maran och gracehoppet av James Joyce